# Filips II van Nassau-Weilburg
Filips II van Nassau-Weilburg (12 maart 1418 - Mainz, 19 maart 1492) was graaf van Nassau-Weilburg, een deel van het graafschap Nassau. Hij stamt uit de Walramse Linie van het Huis Nassau.

## Biografie
Filips was de oudste zoon van graaf Filips I en Isabella van Lotharingen, dochter van Frederik van Lotharingen en Margaretha van Joinville.
In 1429 volgde hij zijn vader op als graaf van Nassau-Weilburg en als graaf van Saarbrücken, samen met zijn jongere broer Johan. Omdat hij nog minderjarig was, nam zijn moeder de regering waar, tot hij in 1438 meerderjarig werd verklaard. Zijn moeder bleef echter regentes voor Johan tot 1442. Op 27 februari 1442 sloten de broers een verdelingsverdrag: Filips ontving de bezittingen rechts van de Rijn (Nassau-Weilburg) en Johan ontving het graafschap Saarbrücken. Daarmee ontstonden de takken Nassau-Weilburg en Nassau-Saarbrücken. Kirchheim en de heerlijkheden voor de Donnersberg en auf dem Gaue bleven in het gezamenlijk bezit van beide broers.
In 1450 nam Filips deel aan de vergeefse poging van verschillende edelen en het domkapittel om de aartsbisschop van Trier, Jacob I van Sierck, af te zetten. Filips hielp zijn broer Johan in diens twisten met Palts-Zweibrücken, na de aanval van paltsgraaf Stefan op Saarbrücken en Diemeringen in 1452. Filips droeg er aan bij dat dit conflict bijgelegd kon worden, waarbij paltsgraaf Stefan op 25 juli 1452 afstand deed van Homburg aan Johan. In hetzelfde jaar kon een geschil met landgraaf Lodewijk II van Hessen worden beslecht. In 1455 sloten beide broers vervolgens een offensief en defensief verbond met paltsgraaf Lodewijk I "de Zwarte", waarbij ze onder meer de veiligheid van de handelswegen garandeerden. Het verdrag hield echter slechts vijf jaar stand. Met zijn broer werd Filips het eens over het bezit van de heerlijkheid Löwenberg om Bad Honnef. Via hun echtgenotes uit het huis Loon-Heinsberg hadden beide er aanspraak op kunnen maken. Uiteindelijk ontving Filips de helft van deze heerlijkheid.
In 1460 kwam het weer tot strijd van de broers met Lodewijk I "de Zwarte". Het ging over delen van het bezit van de heerlijkheid auf dem Gaue. Na bedreigingen van de Nassaus overviel de paltsgraaf in 1461 Filips in Kirchheim en nam hem gevangen. Een bevrijdingspoging door Johan mislukte. Johan belegerde Meisenheim, de favoriete residentie van Lodewijk. Markgraaf Karel I van Baden bemiddelde een einde aan het conflict. 
In het geschil over het bezit van het aartsbisdom Mainz (Mainzer Stichtoorlog) steunden de broers hun familielid Adolf van Nassau, ook in opdracht van keizer Frederik III en paus Pius II, bij het verdrijven van de afgezette Diether van Isenburg. De daarop uitgebroken oorlog richtte zich ook tegen de keurvorst Frederik I "de Overwinnaar" van de Palts, die Diether ondersteunde. Een leger der bondgenoten marcheerde aan op Heidelberg, maar werd op 30 juni 1462 bij Seckenheim volledig verslagen. Adolf en zijn bondgenoten uit het Huis Nassau, onder wie ook Johan en Filips, namen op 28 oktober 1462 stormenderhand Mainz, waarbij ongeveer 500 mensen het leven lieten en nog eens 400 uit de stad verdreven werden. Diether moest de stad ontvluchten en verloor zijn heerschappij.
Later was Filips als raadsheer van keurvorst Frederik I van de Palts bij diens gevechten betrokken.
Na de dood van zijn broer Johan voerde Filips, samen met graaf Everhard V van Württemberg, de voogdij over diens kinderen. Hij wist de opgebouwde schulden van zijn broer af te betalen. De voogdij voerde hij tot 1490.
In 1472 benoemde Filips zijn zoon Johan tot mederegent. De inkomsten werden voor de helft gedeeld. Johans dood in 1480 dwong Filips om de alleenheerschappij weer op zich te nemen. Hij voerde ook de voogdij over zijn kleinzoon Lodewijk. De heerschappij droeg hij in 1490 aan zijn kleinzoon over. Daarna trok hij zich in Mainz terug en nam een prestigieus ambt in dienst van de aartsbisschop aan.
Filips werd begraven in Klooster Eberbach in de Rheingau.

## Huwelijken en kinderen

### Eerste huwelijk
Filips huwde op 25 september 1440 met Margaretha van Loon-Heinsberg (25 juli 1426 - Weilburg, 13 februari 1446), dochter van Jan III van Loon-Heinsberg, heer van Heinsberg en Walburga van Meurs. Margaretha werd begraven in Weilburg.

Uit dit huwelijk werden de volgende kinderen geboren:
1. Johan (27 juni 1441 - 15 juli 1480), was sinds 1472 mederegent van zijn vader.[1][2][3][4]
2. Filips (1443-1471).[2]

### Tweede huwelijk
Filips hertrouwde in 1477 met Veronica van Sayn-Wittgenstein († 1511), dochter van graaf George I van Sayn-Wittgenstein en Elisabeth van der Marck. Het huwelijk bleef kinderloos. Veronica werd begraven in de Dom van Mainz.

### Buitenechtelijke kinderen
Filips had vier buitenechtelijke kinderen:
Bij Martha von Walderdorff:
1. Else van Nassau († na 26 december 1487). Huwde op 22 januari 1453 met Filips van Sulzbach († vóór 8 september 1485).
2. Filips van Nassau. Was ambtman te Löhnberg. Vermeld 1467-1492. Huwde op 14 mei 1459 met Anna van Klettenberg. Uit dit huwelijk werd geboren: 
  1. Johan van Nassau († 1525/29). Was ambtman en slotvoogd te Löhnberg. Huwde met Barbara van Hasselach, vermeld 1500-1530. Uit dit huwelijk werden geboren: 
    1. Filips van Nassau († vóór 1542). Was burchtman te Löhnberg. Huwde vóór 1537 met Apollonia van Solms.
    2. Anna van Nassau († augustus 1547). Huwde met Nicolaas van Rangen.
    3. Catharina van Nassau. Vermeld 1530-1567.
3. Wilderich van Nassau. Vermeld 1479-1504. Was bouwmeester van de Orde van Sint-Jan.

Bij een onbekend gebleven vrouw:
1. Elsagen van Nassau († na 1463).